# Longitarsus nigrocillus
Longitarsus nigrocillus é uma espécie de insetos coleópteros polífagos pertencente à família Chrysomelidae.
A autoridade científica da espécie é Motschulsky, tendo sido descrita no ano de 1849.
Trata-se de uma espécie presente no território português.